# Carnaval de Paso de los Libres
O Carnaval de Paso de los Libres, na província de Corrientes, Argentina, é conhecido como o “Berço do Carnaval Argentino”. Esta manifestação popular também é conhecida como o “Carnaval de Fronteira e da Integração”, já que a cidade tem limite com a cidade brasileira de Uruguaiana. 
Paso de los Libres tem um sambódromo próprio para seus desfiles, e perto dele esta o Museu do Carnaval (Primeiro Museu do Carnaval no Nordeste Argentino). As escolas de samba que atualmente desfilam no Sambódromo são: Carumbé (a escola de samba mais antiga da Argentina, fundada em 1948), Zum-Zum (1955), ACSDC Catamarca (1986), ES Imperatriz (1998), Tradición (2001), ES Armonía del Samba (2003), Renascer Libreño (2011) e Esplendor (2012), além das mirins Carumbecitos (1956), Zumzunitos (1955), e Leoncitos de Tradición (2004). 
Algumas escolas de sambas extintas são: Pirulín (do Clube Social e Deportivo Barraca) que foi a primeira Escola de Samba Argentina e seu fundador foi "Pirulin" Ferreyra, Kismet (do Clube Atlético Guaraní), Club Artesano, Club Social (1952), San Martín, Los Andes, Unidos del Yatay, entre outras.

## História
O Carnaval librenho remonta à segunda metade do século XIX e era celebrado na Calle Madariaga e Calle Colón, atualmente a rua principal da cidade. Foram encontrados registros de uma comissão organizadora de festividades em 1879, os mesmos eram organizados por um grupo independente de vizinhos economicamente suportado pela autoridade municipal da época.
A partir disso pode-se dizer que esta é uma das tradições carnavalescas mais antigas do continente, em que se misturavam contribuições culturais guaraníticas, espanholas, africanas, e recursos fornecidos pela imigração do final do século XIX e início do XX.
Na segunda metade do século XX, se incorpora a cultura afro-brasileira que passa a também ser característica do carnaval da cidade.
No início, eram um grupo de músicos que, com a esperança de receber gorjeta, chegavam nas portas das casas. Esses grupos foram chamados “Murgas”, que eram compostas de homens precedidos por um estandarte, as canções eram referente ao grupo. “Murga Yurú Peté”, “Carboneros y Boteros” (1895), “Murga Los Locos de la Ciudad”, “Los Napolitanos”, “Las Marineritas” (1895), “Unión Juventud de Artistas” (1903), Gremio “Los Hijos de la Noche”, “Amor y Fuerza” (1938) foram os primeiros cordões carnavalescos.
Para a década do 50 se fez presente o ritmo que veio do Brasil e com o tempo se adotaram certas características desta festa o que chegó a ser o que hoje é a conformação de escolas de samba como actualmente se conhece.
Devido à sua proximidade com Uruguaiana, Paso de los Libres incorporou certas características de seu carnaval.
Por muitos anos, esta cidade contribuiu seu particular show em distintos lugares da República Argentina, estimulando a própria realização de alguns carnavais que continuaram com esta ideia, podendo organizar grandes espetáculos como os que se fazem actualmente em lugares da província de Buenos Aires, em alguns lugares como Gualeguaychú, Colón, Concepción del Uruguay e Chajarí na província de Entre Rios, como também em Curuzú Cuatiá, La Cruz, Alvear, Santo Tomé e na mesma cidade de Corrientes capital.